# TQL Stadium
Das TQL Stadium ist ein Fußballstadion im Stadtviertel West End der US-amerikanischen Stadt Cincinnati im Bundesstaat Ohio. Im Stadion trägt das Fußball-Franchise FC Cincinnati (FCC) aus der Major League Soccer (MLS) seine Heimspiele aus. Der FC Cincinnati ist Eigentümer und Betreiber der Anlage. Sie verfügt über 26.000 überdachte Plätze.

## Geschichte
Der FC Cincinnati wurde 2015 gegründet und spielte in der United Soccer League. Am 29. Mai 2018 wurde das Franchise als Expansion Team in die Major League Soccer aufgenommen. Zur Saison 2019 nahm man den Spielbetrieb in der MLS auf. Am 12. Juni 2017 wurde der erste Entwurf mit 21.000 Plätzen für 200 Mio. US-Dollar enthüllt. Bis zur Fertigstellung ist das Team im Footballstadion Nippert Stadium (rund 35.000 Plätze) auf dem Campus der University of Cincinnati ansässig. Nach der ersten Saison lag der Zuschauerschnitt bei 14.000 Besuchern. In der darauffolgenden Spielzeit verdoppelte sich die Zahl fast auf 27.000 Zuschauer pro Partie. So wurde die Platzzahl im Entwurf um 5000 erhöht und die Kosten steigerten sich um 50 Mio. US-Dollar. Beim Generalunternehmer fiel die Wahl auf die Turner Construction. Im November 2018 wurden die vorbereitenden Räumungsarbeiten am Baustandort mit dem Abriss des Willard Stargel Stadium begonnen. Der erste Spatenstich für den Neubau wurde am 19. Dezember 2018 durchgeführt. Die Bauarbeiten am neuen Stadion sollten im März 2019 starten.
Die Kosten des privatfinanzierten Stadions sollen sich auf 250 Mio. US-Dollar belaufen. Den größten Anteil daran trägt der FCC mit der Eigentümergruppe. Darüber hinaus sollten in das Stadtviertel West End 6,2 Mio. US-Dollar für Verbesserungen investiert werden. Zusätzlich erhielten die Cincinnati Public Schools (CPS) 25 Mio. US-Dollar für den Tausch des Landes mit dem Stargel Stadium darauf. Zehn Mio. US-Dollar sollen für ein neues High-School-Footballstadion gegenüber der zu den CPS gehörende Robert A. Taft Information Technology High School gezahlt werden. Die Infrastruktur um das FCC-Stadion mit Kosten von über 30 Mio. US-Dollar trägt die Stadt durch eine lokale Steuererhöhungsfinanzierung. Der Hamilton County und der Bundesstaat Ohio beteiligten sich ebenfalls. Der Hamilton County sagte den Bau einer Parkgarage, mit Kosten von 15 Mio. US-Dollar, für 1000 Fahrzeuge zu. Im Juni 2018 wurde die U.S. Bank Finanzpartner des FC Cincinnati für das Stadionprojekt.
2019 wurde Dan Meis (MEIS Architects) durch Populous und die Elevar Design Group ersetzt. Der Entwurf von Meis war angelehnt an die Allianz Arena in München. Das Stadion sollte auch mit EFTE-Folie verkleidet und beleuchtet werden. Im Juli 2019 veröffentlichte Populous und der FC Cincinnati einen neuen Entwurf des Architektenbüros. Die hell in Orange leuchtende Fassade wurde durch vertikale Lamellen ersetzt. Dies bietet den Vorteil der besseren Belüftung des Stadions gegenüber einer geschlossenen Fassade. Diese Lamellen können durch ein LED-System einzeln aufleuchteten, um visuelle Effekte zu erzielen. Die Westseite wird nicht beleuchtet, da sie näher an den Häusern der örtlichen Gemeinde liegen und es somit zu einer Lichtverschmutzung kommen würde. Dort liegen die Haupttribüne, die Clubbüros, Sporteinrichtungen und ein Großteil des Gastronomiebereichs. Die Anzahl der Lamellen soll bei 513 liegen. Sie ist eine Anlehnung an die dreistellige Telefonvorwahl der Stadt. Der Vorschlag des FC Cincinnati die ganzjährige Nutzung für Werbung auf der Fassade wurde vom Gemeinderat des Stadtviertels Over-the-Rhine (OTR) kritisiert.
Das Stadion bietet 26.000 überdachte Plätze, darunter 54 Logen, zwei Party-Suiten, drei weiteren Suiten auf Spielfeldhöhe und ein Premium-Clubbereich mit 4500 Sitzplätzen. Dies sind rund 17 Prozent der Gesamtplatzzahl. Eine so hohe Prozentzahl findet sich bisher nicht in den Fußballstadien der MLS, sondern eher in den Stadien der National Football League (NFL). Es gibt 3100 Sitzplätze in einem Safe-Standing-System, die von Steh-, mit Klappsitzen, in Sitzplätze geändert werden können. Dieser Bereich wird The Bailey genannt. Es erfüllt alle Anforderungen der CONCACAF und der FIFA für internationale Partien wie Länderspiele der US-amerikanischen Fußballnationalmannschaft oder der US-amerikanischen Fußballnationalmannschaft der Frauen. Die Kunststoffsitze sind in den Clubfarben Nachtblau und Orange gehalten. Mit den Sitzen wird die Form eines geflügelten Löwen, dem Maskottchen Gary, dargestellt. Das Stadion verfügt über Wi-Fi-WLAN. So können die Fans Essen und Getränke per Internet bestellen und die Sachen, ohne in einer Warteschlange zu stehen, abholen. Im Gegensatz zu den Bänken im Nippert Stadium bieten sich einzelne Sitze mit Getränkehalter. Im ganzen Stadion gibt es Kunstwerke über die Geschichte der Stadt und besonders des Viertels West End. Cincinnati hat eine lange deutsche Geschichte und eine Bierkultur, die es in der Gegend seit dem 19. Jahrhundert gibt, wird dort gepflegt. Im benachbarten, deutschgeprägten Viertel Over-the-Rhine liegt der Brewery District (deutsch Brauerei-Distrikt), das Herzstück des Bierbrauens in Cincinnati. In der Fußballarena werden 180 Biersorten angeboten.
Anfang Januar 2021 wurde das Spielfeld im Stadion verlegt. Es ist, nach dem BMO Field im kanadischen Toronto 2019, das zweite Stadion mit einem Hybridrasen in der MLS. Das Spielfeld ist mit einem Wartungssystem wie einer Vakuumdrainage ausgestattet. Die Wärme und Feuchtigkeit wird auf Wurzelebene überwacht. Am 18. März 2021 wurde zum ersten Mal die Fassadenbeleuchtung in Betrieb genommen. Der FC Cincinnati startete am 17. April auswärts gegen den Nashville SC (2:2) in die MLS-Saison 2021.
Am 21. April 2021 wurde der zukünftige Name des Stadions bekannt. Die neue Heimat des FC Cincinnati wird den Namen TQL Stadium, nach dem 1997 in Cincinnati gegründete Logistikdienstleister Total Quality Logistics, tragen. Der FCC und der Sponsor TQL haben eine mehrjährige Partnerschaft vereinbart. Das Stadion wurde am 1. Mai des Jahres mit dem symbolischen Durchschneiden des Bandes eröffnet. Am folgenden Tag können die Dauerkartenbesitzer das neue Stadion besichtigen. Die erste Partie im TQL Stadium wurde am 16. Mai des Jahres gegen Inter Miami ausgetragen. Die Hausherren unterlagen mit 2:3. Den ersten Treffer im Stadion erzielte Brek Shea für Miami.

## Länderspiele im TQL Stadium
Frauen
- 21. Sep. 2021:  Vereinigte Staaten –  Paraguay 8:0 (Freundschaftsspiel)[18]
- 21. Sep. 2023:  Vereinigte Staaten –  Südafrika 3:0 (Freundschaftsspiel)[19]

Männer
- 12. Nov. 2021:  Vereinigte Staaten –  Mexiko 2:0 (Qualifikation zur Fußball-WM 2022)[20]
- 01. Juni 2022:  Vereinigte Staaten –  Marokko 3:0 (Freundschaftsspiel)[21]
- 09. Juli 2023:  Guatemala –  Jamaika 0:1 (Viertelfinale im CONCACAF Gold Cup 2023)[22]
- 09. Juli 2023:  Vereinigte Staaten –  Kanada 2:2 n. V. (1:1, 0:0), 3:2 i. E. (Viertelfinale im CONCACAF Gold Cup 2023)[23]

## Galerie

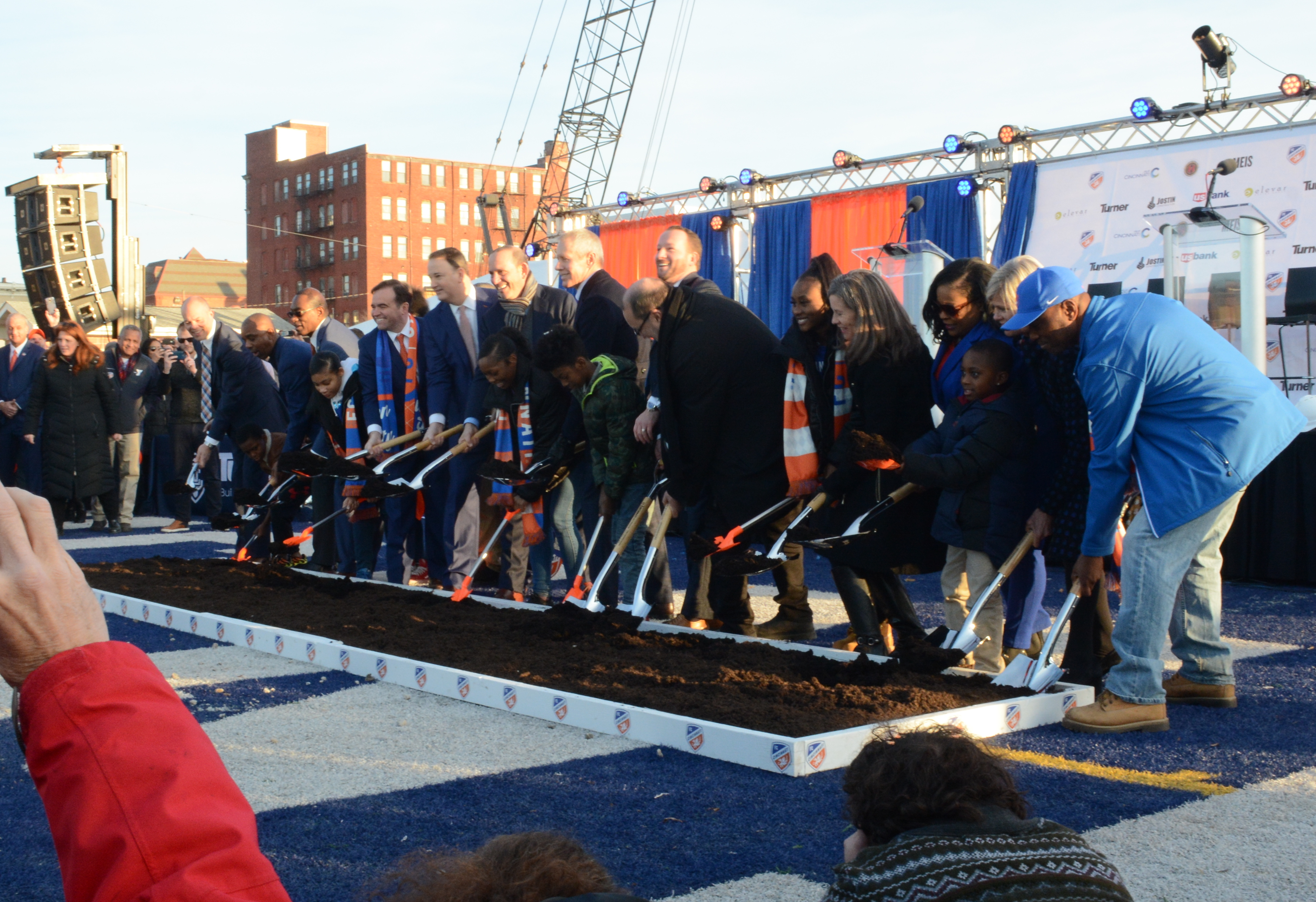
Der erste Spatenstich für das neue Stadion am 18. Dezember 2018